# Просянка
Просянка (Miliaria calandra, Emberiza calandra) — вид птиц семейства овсянковых.
Одними зоологами выделяется в монотипичный род Miliaria, другими относится к обширному роду Emberiza.

## Описание
Длина тела составляет 18-20 см, масса — 38-56 г, размах крыльев 26-32 см, крупнее большинства других овсянковых. Клюв массивный. Верх тела серовато-бурый, низ беловатый, по всему корпусу темные продольные пестрины, хвост однотонный. Клюв и ноги буроватые. Самцы и самки имеют сходную окраску. Молодые птицы охристо-бурые.

## Распространение
Распространена в Северной Африке, Европе, на Ближнем Востоке, в Средней Азии. В России в бассейне Дона и Предкавказье. На большей части ареала во внегнездовой период совершает местные кочёвки. Предпочитает луга и степи, в предгорьях кустарники. Селится рядом с источником воды.

## Питание
Питается семенами травянистых растений (крестоцветных, гречишных, злаков). Несмотря на название, семена проса практически не ест. Птенцов выкармливает насекомыми и их личинками, пауками и реже мелкими улитками.

## Размножение
В местах гнездования появляется в марте—апреле, гнездится на земле. Кочёвки в стаях начинаются в августе—сентябре. Гнездится обособленными парами. Гнездо строит на земле в траве, в ямке. В кладке 5-6 серовато-белых с тёмными пятнами яиц. Инкубационный период от 11 до 13 дней. Насиживает кладку только самка. В возрасте 9—11 дней птенцы покидают гнездо, и ещё в течение 20—33 дней их выкармливают родители, большей частью самец. Половая зрелость наступает в конце первого года жизни. Продолжительность жизни до 10 лет.